# دال روپل
دال روپلی (نام علمی: Gyps rueppellii) نام یک گونه از سرده دژکاک است. این کرکس در سراسر منطقهٔ ساحل صحرا در آفریقا یافت می‌شود. جمعیت کنونی این پرنده در حدود ۳۰۰۰۰ بهله (واحد شمارش پرندگان شکاری) شمارش شد که این تعداد به دلیل از بین‌رفتن زیستگاه، مسمومیت‌های اتفاقی و دیگر عوامل در حال کاهش است. نام این پرنده به افتخار ادوارد روپل، کاشف، مجموعه‌دار و جانورشناس آلمانی سده ۱۹ کرکس روپل نامگذاری شد. این پرنده دارای عنوان بلندپروازترین پرندهٔ دنیا است و بر پایهٔ مدارک موجود، تأییدشده که توانایی پرواز در ارتفاع ۱۱٬۳۰۰ متر (۳۷٬۰۰۰ فوت) از سطح آب‌های آزاد را دارا است که بدین ترتیب برای این کرکس، یک رکورد محسوب می‌گردد.
کرکس‌های نر و ماده در طول فصل جفتگیری و لانه‌سازی برای ساخت لانه با یکدیگر همکاری می‌کنند و با استفاده از چوب، چمن و برگ‌هایی که از لانه‌های دیگر جمع‌آوری کرده یا به سرقت برده‌اند، اقدام به ساخت لانه می‌نمایند. این گونه از کرکس همانند غالب گونه‌های دیگر آشیانه را بر فراز صخره‌ها می‌سازد و در مناطق اصلی کلنی تجمعات آنها بالغ بر صدها جفت کرکس نر و مادهٔ دیگر حضور دارد. مدت‌زمان جوجه‌آوری کرکس روپل ۵۵ روز است و پس از به دنیا آمدن جوجه‌ها، پرندهٔ نر و ماده به نوبت آنها را تغذیه می‌نمایند.

## نگارخانه

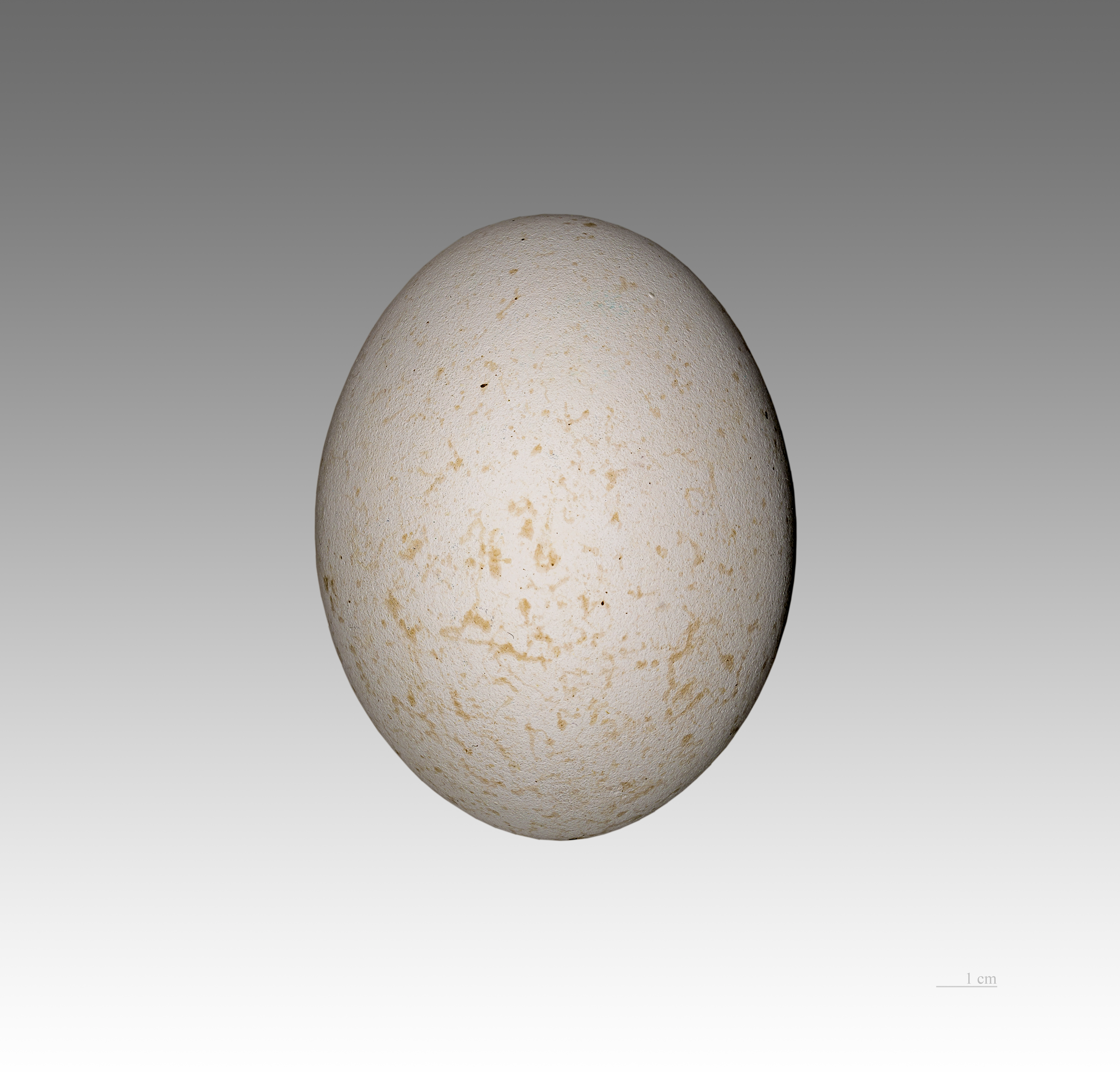
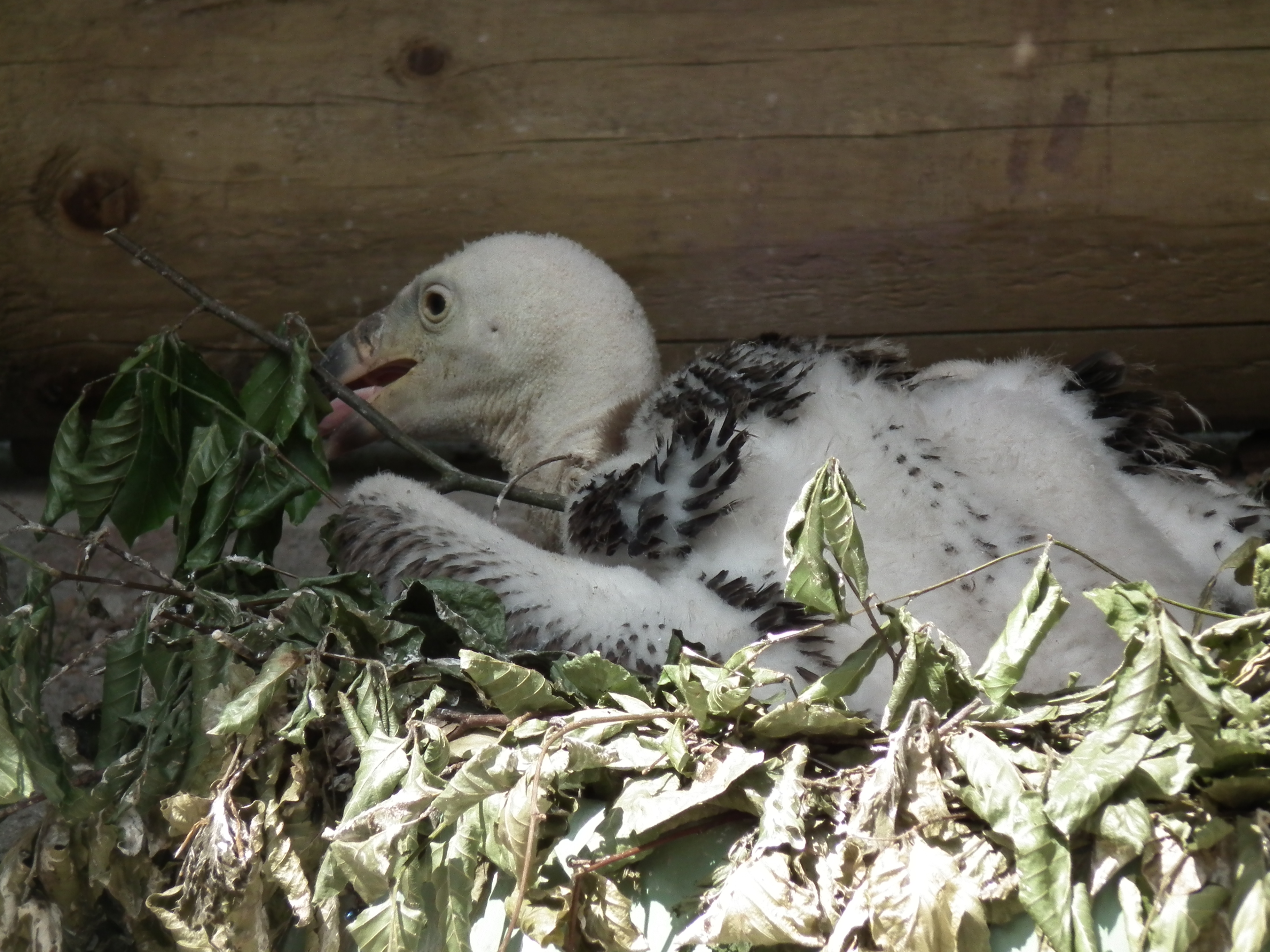
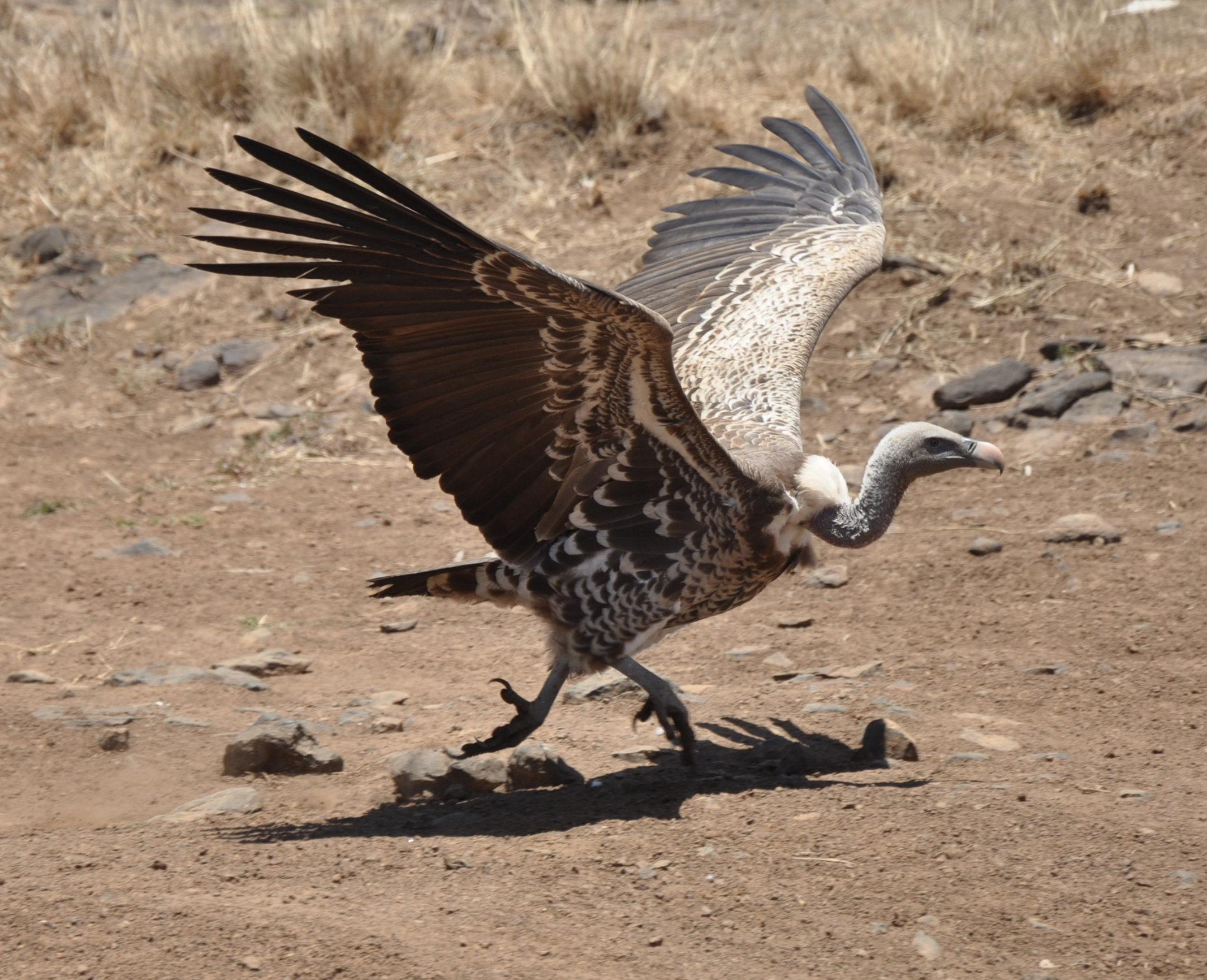
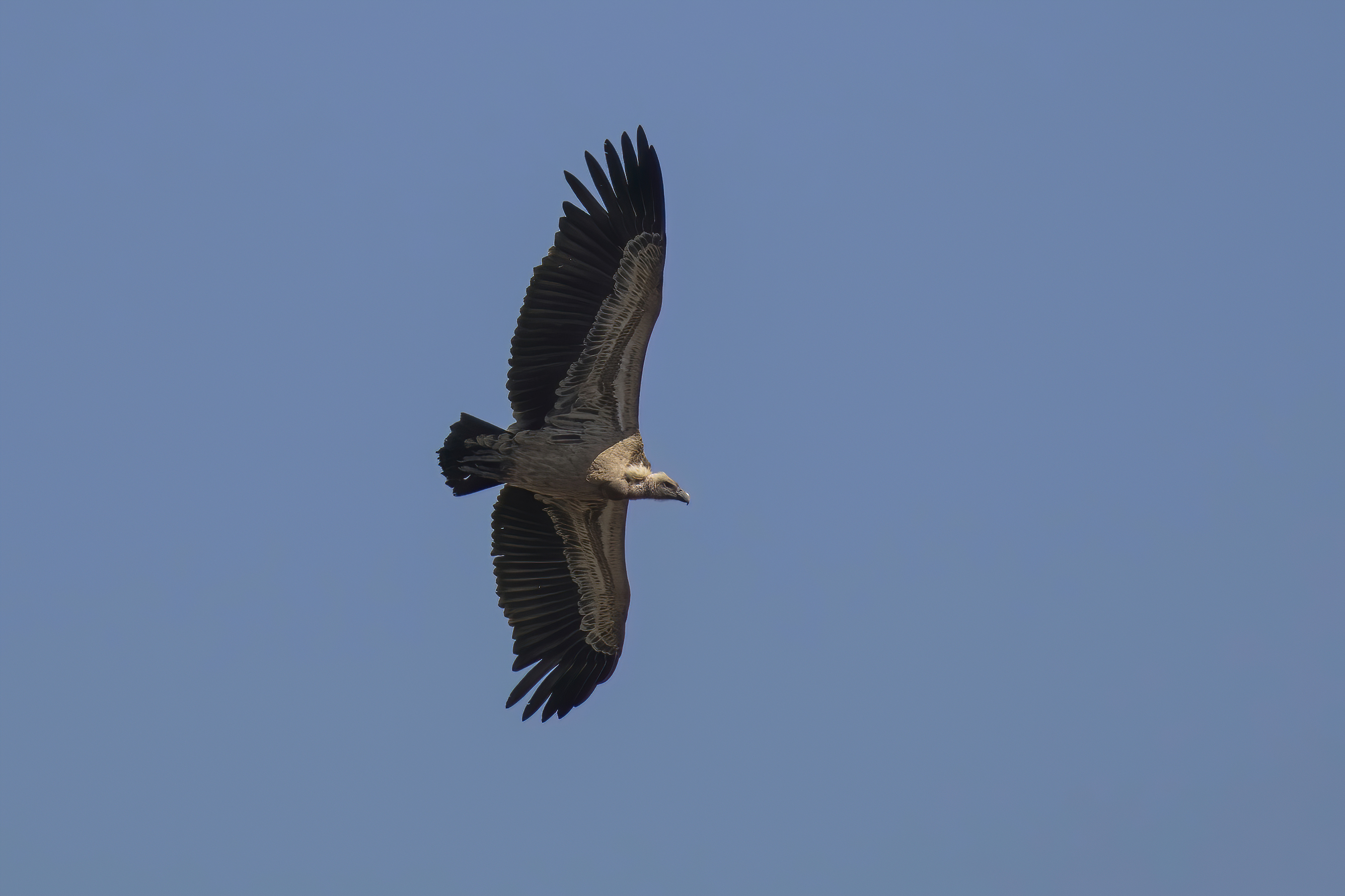
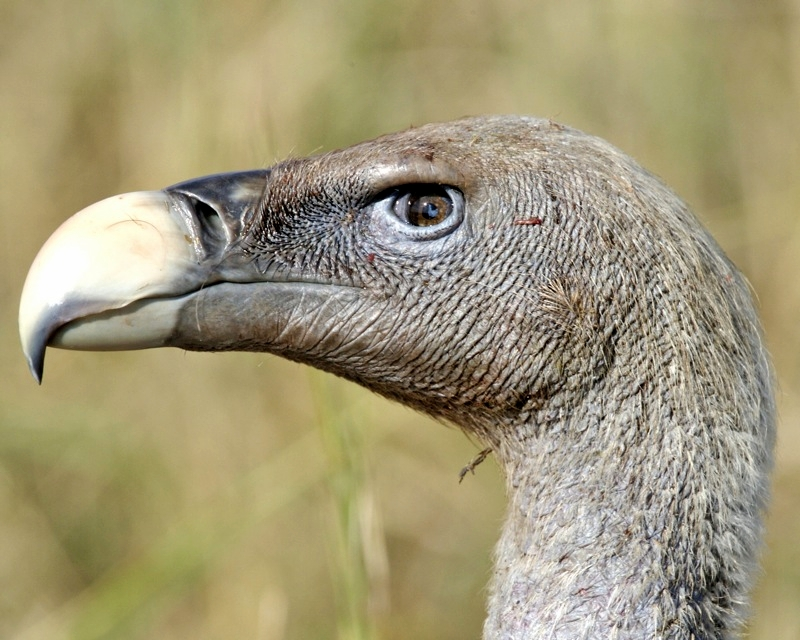
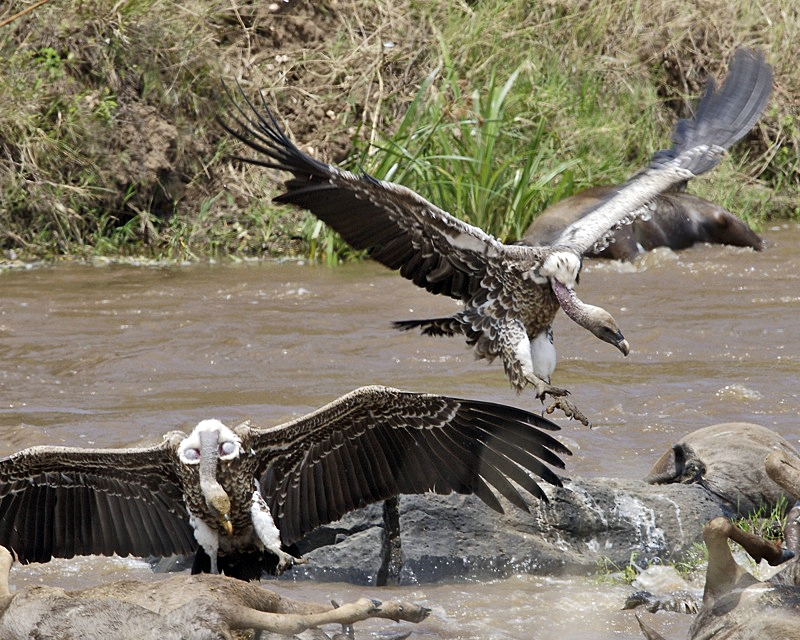
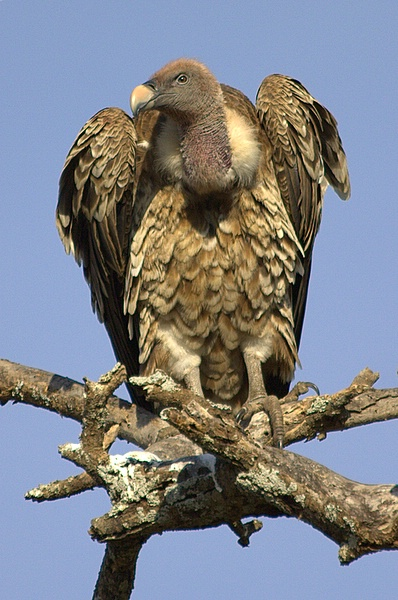